# Karel Paták
Karel Paták (27. prosince 1931 Vojkovice – 15. dubna 2014 Beroun) byl český malíř, grafik, ilustrátor a učitel, který působil zejména na Berounsku.

## Život
Narodil se ve Vojkovicích nad Ohří do smíšené česko-německé rodiny. Po záboru Sudet se s rodiči odstěhoval do obce Hvězda ve středních Čechách a později do Loděnice u Berouna. Ke konci druhé světové války vypuklo v Loděnici povstání a veškeré německé obyvatelstvo bylo zadrženo v budově místní školy, včetně matky Karla Patáka. Na žádost místního lékaře Bürgnera byla ale propuštěna, aby mohla pečovat o svého nemocného syna Karla. To jí pravděpodobně zachránilo život, jelikož ostatní němečtí příslušníci byli popraveni mezi Vráží a Berounem během přesunu do sběrného tábora v Berouně. V místě této události byl vztyčen kříž se jmény obětí. Umělcovy vzpomínky na tuto událost byly zaznamenány v projektu Paměť národa.
Po druhé světové válce nastoupil na Státní grafickou školu v Praze a poté byl přijat na Akademii výtvarných umění, kde studoval mezi lety 1951–1956 pod vedením prof. Vladimíra Pukla. Jeho závěrečnou prací byl soubor litografií – portrétů hrdinů francouzské revoluce. Jeho spolužáci byli například Jaroslav Šerých nebo Jiří Šalamoun.
Po absolvování získal místo učitele v Lidové škole umění v Berouně, kde pracoval v období 1964–1989.
S příchodem sametové revoluce pomáhal založit buňku Občanského fóra v Loděnici. V roce 1990 se stal starostou obce a tuto funkci vykonával po tři volební období.
Zajímal se o historii obce a zejména o osud Cífkovy vily v Loděnici a přilehlé vinice, která byla v restituci vrácena původním vlastníkům. Budova následně několikrát změnila majitele a chátrala. Až v roce 2012 bylo započato s opravami. Nyní budova slouží jako ženský klášter. Místní budovu nazývají též „zámeček“ nebo jen „vinice“.

## Literární dílo
- PATÁK, Karel. Loděnice: obec na zemské stezce. 1. vyd. Loděnice: Obec Loděnice, 2004. 153 s. Dostupné online. ISBN 978-80-239-2986-7. OCLC 85149726
- PATÁK, Karel. Pihoun od Slavoše. 1. vyd. Beroun: Machart, 2009. 109 s. ISBN 9788090334281. OCLC 428365334
- PATÁK, Karel. Karel Paták: monografie. 1. vyd. [Beroun]: Machart, 2013. 127 s. ISBN 9788087517857. OCLC 872337023